# Hypoconcha parasitica
Hypoconcha parasitica är en kräftdjursart som först beskrevs av Carl von Linné 1763.  Hypoconcha parasitica ingår i släktet Hypoconcha och familjen Dromiidae. Inga underarter finns listade i Catalogue of Life.